# Taxiphyllum prostratum
Taxiphyllum prostratum là một loài Rêu trong họ Hypnaceae. Loài này được (Dozy & Molk.) W.R. Buck miêu tả khoa học đầu tiên năm 1987.